# Флаг Марий Эл
Флаг Марий Эл (луговомар. Марий Элын тистыже, горномар. Мары Элын флагшы) является государственным символом Республики Марий Эл Российской Федерации.
Ныне действующий флаг утверждён 5 марта 2011 года и подлежит использованию с 1 июня 2011 года.

## Описание
Описание флага, утверждённое законом от 5 марта 2011 года № 1-З, гласило:

Государственный флаг Республики Марий Эл представляет собой прямоугольное полотнище белого цвета с соотношением ширины к длине 2:3, имеющее со стороны древка полосу червлёного цвета с марийским орнаментом шириной 1/8 длины флага.
В центре белого поля флага размещено изображение Государственного герба Республики Марий Эл, занимающего 7 частей ширины флага с расстоянием от краёв флага сверху — 1 часть, снизу — 2 части.

Законом Республики Марий Эл от 8 июня 2011 года № 28-3 было утверждено новое описание флага:

Государственный флаг Республики Марий Эл представляет собой прямоугольное серебряное полотнище с соотношением ширины к длине 2:3, имеющее со стороны древка червлёную полосу с марийским орнаментом.
В центре Государственного флага Республики Марий Эл находится изображение Государственного герба Республики Марий Эл.

Геральдическое описание герба, расположенного в центре флага, гласит:

Государственный герб Республики Марий Эл представляет собой щит, в серебряном поле которого изображён восстающий червлёный медведь с золотыми когтями, зубами и чёрными с серебром глазами. В правой лапе — обращённый вниз меч, в лазоревых ножнах с золотыми фрагментами, и золотой молот с серебряной рукояткой. В левой лапе — окраённый золотом лазоревый щит с изображением золотого скошенного марийского креста, образованного двумя парами сдвоенных, отвлечённых узких перевязей накрест, на концах дважды гаммированно-загнутых внутрь каждой пары, с ромбом посередине. Гербовый щит увенчан земельной короной с зубцами, стилизованными под марийский орнамент с тремя отдельными ромбами.

## Символика
Медведь, до появления государства, традиционно был одним из основных тотемных животных у финно-угорских народов и славянских племён. Медведь, будучи животным регионального значения, олицетворяет собой хозяина и защитника леса. Таким образом, медведь — это объективное отражение на флаге древнейшего этнического состава местного населения.
Солярный знак марийцев, изображённый на щите, — древний символ плодородия.
Меч символизирует власть, твёрдость, готовность к защите отечества.
Молот — обобщённый символ ремесла и промышленности, трудолюбия и созидания.
Золотая корона олицетворяет государственную власть и представляет собой венец с тремя зубцами (3 крупных города республики: Йошкар-Ола, Волжск, Козьмодемьянск) и стилизована под национальный орнамент буквы М (Марий Эл).
Белый цвет флага — древний национальный символ марийского народа, а также символ чистоты, добра, светлых помыслов и намерений населения.

## История

### Флаг Марийской АССР (1937—1954)
21 июня 1937 года Чрезвычайным 11-м съездом Советов МАССР принята Конституция республики. Согласно этой Конституции флагом МАССР было красное полотнище с золотыми надписями: «РСФСР» и «Марийская АССР». Конституция не содержала информации о языках надписей. В статье 112 Конституции Марийской АССР редакции 1949 года указано, что надписи на флаге выполнены на русском и марийском языках.

### Флаг Марийской АССР (1954—1978)
9 января 1954 года был принят новый флаг РСФСР. По этой причине у Марийской АССР сменился флаг. Это было оформлено законом от 19 июня 1954 года. Флагом МАССР стало красное полотнище с голубой полосой вдоль древка, ширина полосы — 1/8 длины полотнища, на красном поле у древка золотые серп и молот, красная звезда с золотой каймой и название республики по-русски.
Положение о Государственном флаге Марийской АССР утверждено Указом Президиума Верховного Совета Марийской АССР от 6 февраля 1956 года.

### Флаг Марийской АССР (1978—1991)
24 октября 1978 года Президиумом ВС Марийской АССР издан Указ о Государственном флаге МАССР, который утверждён Законом МАССР 26 декабря 1978 года. В 1981 году утверждена новая редакция Положения о флаге МАССР. На флаг добавился текст названия республики на марийском языке — «Марий АССР».
Новая редакция флага была окончательно закреплена в статье 158 Конституции МАССР, утверждённой внеочередной IX сессией Верховного совета республики IX созыва 27 мая 1978 года.

### Флаг 1992 года
3 сентября 1992 года, Решением Верховного Совета Республики Марий Эл № 366-III, был утверждён государственный флаг республики:

Государственный флаг Республики Марий Эл представляет собой прямоугольное полотнище с горизонтальными полосами: верхняя полоса лазоревого цвета составляет 1/4, средняя белая полоса — 1/2 и нижняя полоса алого цвета — 1/4 ширины флага. Отношение ширины флага к его длине — 1:2. В левой части у древка на белой полосе изображён фрагмент марийского национального орнамента, вписывающийся в квадрат со сторонами, составляющими 1/4 ширины флага и надпись «Марий Эл» красно-коричневого цвета.
Геометрический центр орнамента от древка — 1/2 и от нижней кромки лазоревой полосы — 1/5 ширины флага. Ширина полос орнамента — 1/50 ширины флага. Надпись «Марий Эл» вписывается вместе с заглавными буквами в прямоугольник с соотношением сторон 1/4 и 1/10 ширины флага от верхней кромки алой полосы. Соотношение высоты прописной буквы к заглавной — 3/4, толщина букв — 1/10 относительно высоты прописных букв.

Данный флаг был внесён в Государственный геральдический регистр Российской Федерации с присвоением регистрационного номера 162. Авторы флага Г. Булыгин и А. Данилов.

### Флаг 2006 года
28 ноября 2006 года, Государственным Собранием Республики Марий Эл, был утверждён новый флаг республики, по причине изменения пропорции флага (как у флага России) и из-за несоответствия вексиллологическим нормам (на флаге не должно быть надписей). Флаг был одобрен Геральдическим советом при Президенте Российской Федерации и 29 июня 2009 года внесён в Государственный геральдический регистр Российской Федерации (протокол 60, № 5001).

Государственный флаг Республики Марий Эл представляет собой прямоугольное полотнище с соотношением ширины к длине 2:3, разделённое по горизонтали на три полосы: верхнюю — синюю, среднюю — белую, нижнюю — тёмно-красную, в соотношении 3:4:3.
В центре белой полосы изображён тёмно-красный марийский крест, по высоте составляющий 1/3 высоты флага.

Автор флага — Измаил Ефимов, заслуженный художник Российской Федерации, в 1997—2011 годах главный герольдмейстер при Президенте Республики Марий Эл.
Данный флаг, по мнению Государственного герольдмейстера Российской Федерации Г. В. Вилинбахова, представляет собой один из наиболее удачных флагов субъектов Российской Федерации.

### Флаг 2011 года
В январе 2011 года, по предложению президента республики Леонида Маркелова, началась разработка новых герба и флага республики Марий Эл, «призванных отразить нынешнее развитие региона».
5 марта 2011 года был подписан закон № 1-З «О внесении изменений в Закон Республики Марий Эл „О Государственном гербе Республики Марий Эл и Государственном флаге Республики Марий Эл“» утвердившим ныне действующий флаг республики.
Данный закон вступил в силу с 1 июня 2011 года.
Данный флаг Марий Эл не внесён в Государственный геральдический регистр Российской Федерации.

## Критика

### За
17 января 2011 года, на заседании Геральдического совета Республики Марий Эл, было рассмотрено письмо президента Республики Марий Эл Л. И. Маркелова председателю Геральдического Совета Республики Марий Эл А. С. Казимову от 17 января 2011 года № 01/30-И19 с предложениями по совершенствованию официальных символов Республики Марий Эл. К письму были приложены эскизы изображений нового герба и флага, выполненные анонимным автором.
Александр Казимов отметил, что действующие в настоящее время символы государственной власти — Государственный герб и Государственный флаг Республики Марий Эл выполнили на прошедшем этапе свою задачу и вполне закономерно, что новая символика должна в полной мере отражать реалии нового периода развития республики.
При этом, безусловно, в символике должны отразиться исторические и национальные особенности, духовность и традиции, общность интересов всех народов, преображающих своим трудом марийский край, выраженные семантическими средствами чувства уважения и любви к малой родине, подчеркнул он.
Герб и флаг должны вызывать чувства гордости за республику, которая уверенно идёт по пути динамичного экономического и социального развития. Поэтому и широкая общественность также считает необходимым привести официальные символы республики в соответствие с новым историческим периодом. Это вполне закономерно: в минувшем году отмечалось 90-летие образования республики, прожито десятилетие в XXI веке. За это время произошли громадные перемены во всех сферах жизни общества. Эти процессы должны отражаться и в геральдике.
По словам начальника Государственно-правового управления Президента Республики Марий Эл Геннадия Мякишева — цвета флага совпадают с цветами российского триколора. Причём применена почти такая же ширина полос, в связи с чем возникала путаница при его изготовлении и главное, в его решении не было оригинальности и выразительности.

### Против
Координация работы по доработке эскизов была поручена главному герольдмейстеру республики Измаилу Ефимову, который в итоге оказался единственным из Геральдического совета при Президенте Республики Марий Эл, кто не поддержал новую символику.
В своём заключении по проекту изменений государственной символики Республики Марий Эл, рассмотренному на заседании Геральдического совета от 17 января 2011 года, И. В. Ефимов отметил, что, согласно общепринятой мировой и российской геральдической практике, государственная символика может кардинально изменяться только в исключительных обстоятельствах (провозглашение государственной независимости, изменение конституционного строя, реформа социально-политического устройства государственного образования, изменение его наименования). В иных случаях официальные символы могут быть модифицированы, дополнены или уточнены (исправлены) без внесения существенных изменений в основные фигуры, тинктуры (цвета) и композицию герба и флага, при возникновении обоснованной правовой необходимости. Во всех упомянутых случаях предлагаемые изменения, дополнения или уточнения должны иметь строгие историческое, символическое и геральдическое обоснования, основанные на соответствующих научных исследованиях.
Новая версия государственного флага Республики Марий Эл обладает рядом существенных, имеющих принципиальное значение, недостатков:
- в композиции флага геральдически некорректно проигнорирована действующая государственная символика Республики Марий Эл;

- изображение флага выполнено без учёта основных норм и правил вексиллологии;

- предложенные фигуры (медведь, меч, молот, дополнительный щиток, корона и др.) не сопровождены историческими, символическими и геральдическими обоснованиями, независимой экспертной оценкой.

Перед принятием Государственным собранием Республики Марий Эл 3 марта 2011 года закона Республики Марий Эл № 1-З «О внесении изменений в Закон Республики Марий Эл „О Государственном гербе Республики Марий Эл и Государственном флаге Республики Марий Эл“», И. В. Ефимов был отстранён от занимаемой должности.
Аналогичные к новым гербу и флаг предъявил и Вилинбахов:

Общепризнанным международным принципом в отношении государственных символов является принцип несменяемости государственных символов: признаётся допустимой их корректировка (то есть изменение второстепенных и дополнительных элементов с целью приведения в соответствие с правилами геральдики, либо художественная переработка, незатрагивающая геральдического состава знаков). Изменение же государственных символов признаётся возможным только в том случае, если изменяется государственный строй соответствующей страны (региона), либо меняется её название, границы, национальный состав населения (последние два фактора только при том условии, что они имеют кардинальный характер).— Из письма Государственного герольдмейстера Г. В. Вилинбахова Президенту Республики Марий Эл Л. И. Маркелову
По мнению наблюдателей, инициатива Маркелова была связана с желанием сделать герб республики похожим на символ партии «Единая Россия».
В мае 2017 года марийское молодёжное движение «У Вий» обратилось к и. о. главы Марий Эл Александру Евстифееву с предложением вернуть герб и флаг Марий Эл образца 1992 года. Как утверждает представитель движения Константин Строкин, флаг образца 2011 года «вызывает не те эмоции и напоминает не про того человека», имея в виду Маркелова, а «порядочным людям с этой тряпкой не по пути». Николай Шабдаров заявил, что идея возвращения домаркеловских символов давно витала в воздухе, причём не только среди собственно марийцев, но и русских, татар, чувашей и других народов Марий Эл. «К нам подходят и говорят: „Один раз вернём и больше никогда менять не будем, нельзя чехарду устраивать под вкусы определённого высшего чиновника“», говорит Шабдаров.